# Glatttal

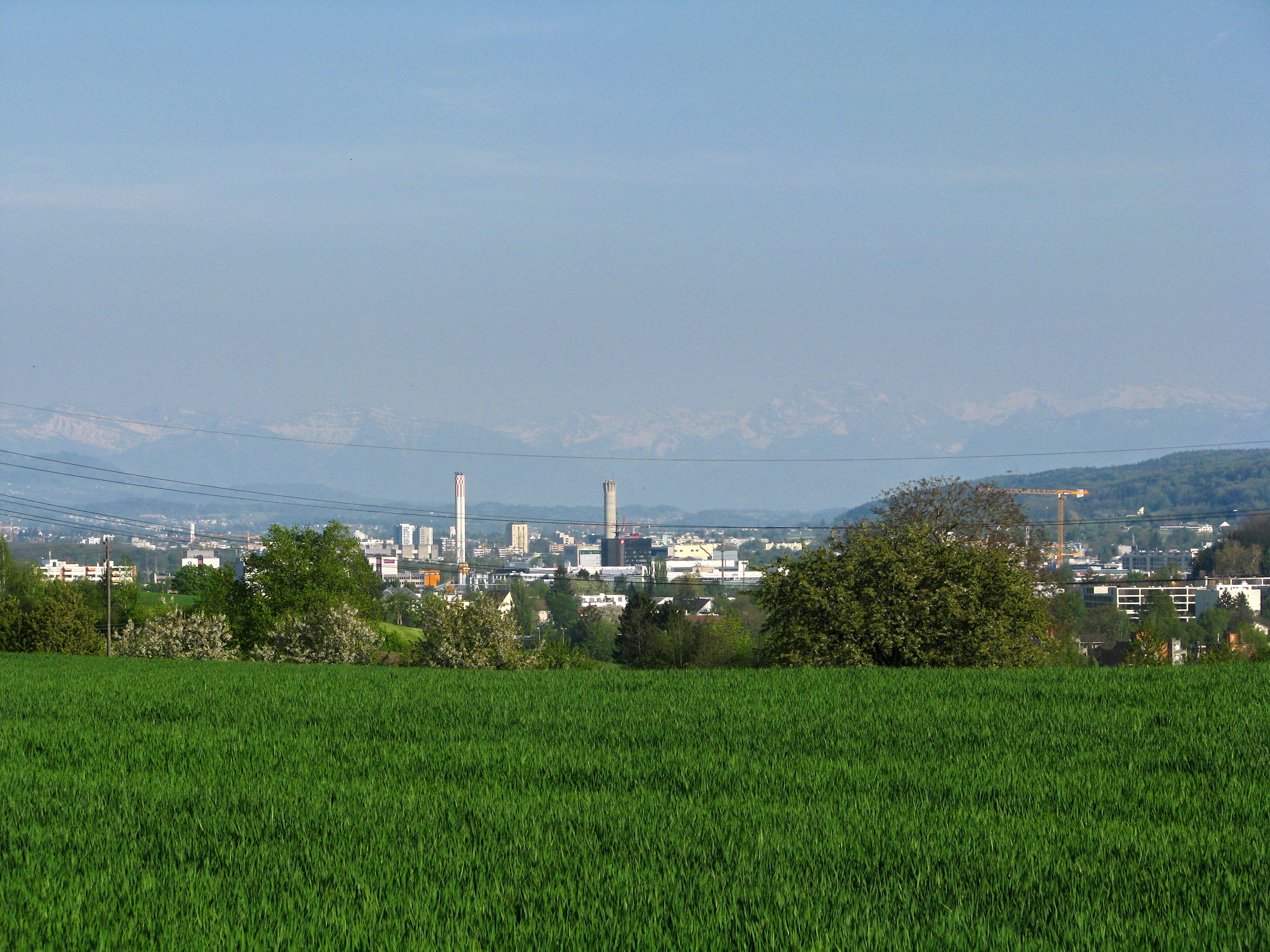
Das Glatttal in der Umgebung von Wallisellen und Zürich-Nord, Ansicht von Rümlang

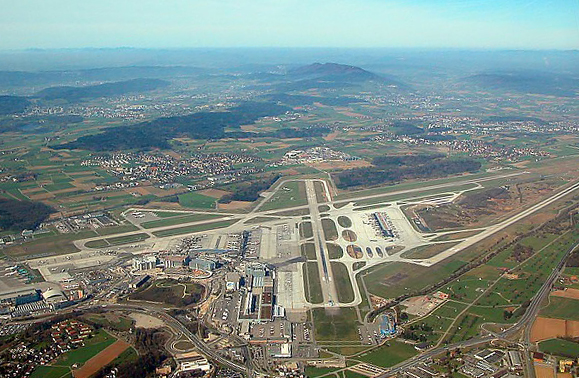
Flughafen Zürich

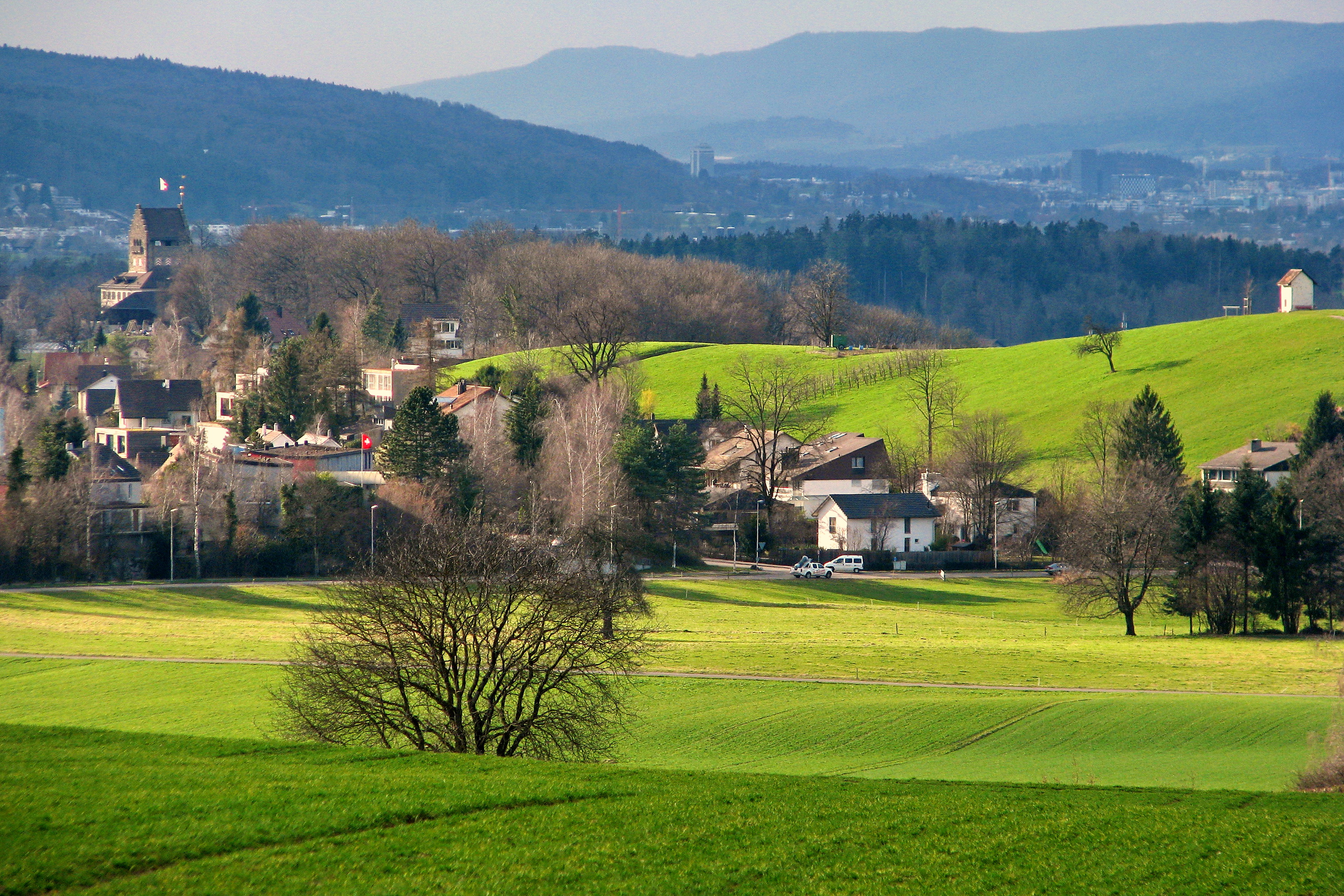
Sicht von Uster auf das Glatttal

Das Glatttal ist eine Region im Schweizer Kanton Zürich. Es liegt zwischen dem Limmattal im Westen und dem Tösstal im Osten und nimmt einen beträchtlichen Teil des Zürcher Unterlands ein. Es entspricht dem Einzugsgebiet des Flusses Glatt, der aus dem Greifensee fliesst und bei Glattfelden in den Rhein mündet.
Das Glatttal ist dicht besiedelt, liegt zur Gänze im unmittelbaren Einzugsgebiet der Stadt Zürich und gilt als Teil der Metropolregion Zürich. Der Flughafen Zürich wurde ab 1948 in ein ehemaliges Moorgebiet der Glatt zwischen Kloten und Oberglatt gebaut.
Neben der Schreibweise Glatttal gemäss Rechtschreibreform – so jetzt auch in den Geodaten des Bundesamts für Landestopografie – ist auch noch Glattal anzutreffen, woran die Staatskanzlei des Kantons Zürich 2002 festhalten wollte.

## Geographie
Siehe auch: Glatt (Rhein), Bezirk Bülach, Bezirk Dielsdorf, Bezirk Uster und Zürcher Unterland
Das Glatttal umfasst Teile der Bezirke Uster, Dielsdorf und Bülach sowie Teile des Gemeindegebiets der Stadt Zürich (Zürich Nord). Die Glatt verfügt insgesamt über ein Einzugsgebiet von 416 km² oder knapp ein Viertel der Fläche des Kantons Zürich. Das Glatttal ist nach Osten vom Einzugsgebiet der unteren Töss abgegrenzt durch Hügelzüge, die eine Höhe von knapp 600 m ü. M. erreichen (Büliberg bei Bülach, 597 m). Gegen Westen ist das Glatttal vom unteren Zürichsee und der Stadt Zürich abgegrenzt durch Adlisberg und Zürichberg; bei Regensdorf wird es durch Moränen (Standort der Strafanstalt Pöschwies) vom Furttal abgegrenzt, die Wasserscheide zum Surbtal verläuft zwischen Steinmaur und Schöfflisdorf, diejenige zum Fisibach (der bei Fisibach in den Rhein mündet) zwischen Neerach und Bachs. Sein oberer Teil (in etwa das Gebiet der Gemeinden im Bezirk Uster) trug im 19. Jahrhundert den – heute kaum mehr bekannten – Namen Bauernland.

## Politische Gemeinden
Politische Gemeinden (und Zürcher Stadtteile), die ganz oder teilweise im Einzugsgebiet der Glatt liegen:

### Bezirk Uster
| Wappen              | PLZ und Gemeindename     | Einwohner (31. Dezember 2023) | Fläche in km² |
| ------------------- | ------------------------ | ----------------------------- | ------------- |
| Dübendorf           | 8600 Dübendorf           | 31'506                        | 13,61         |
| Fällanden           | 8117 Fällanden           | 9583                          | 6,41          |
| Greifensee          | 8606 Greifensee          | 5394                          | 2,30          |
| Schwerzenbach       | 8603 Schwerzenbach       | 5172                          | 2,64          |
| Volketswil          | 8604 Volketswil          | 19'723                        | 14,00         |
| Wangen-Brüttisellen | 8306 Wangen-Brüttisellen | 8212                          | 7,90          |

### Stadt Zürich
| Stadtkreis              | Wappen         | Statistische Quartiere | Einwohner (31. Dezember 2015) | Fläche in km² |
| ----------------------- | -------------- | ---------------------- | ----------------------------- | ------------- |
| Kreis 11                | Affoltern      | Affoltern              | 25'874                        | 6,04          |
| Kreis 11                | Oerlikon       | Oerlikon               | 21'966                        | 2,67          |
| Kreis 11                | Seebach        | Seebach                | 24'991                        | 4,71          |
| Kreis 12 Schwamendingen | Schwamendingen | Saatlen                | 8508                          | 1,13          |
| Kreis 12 Schwamendingen | Schwamendingen | Schwamendingen Mitte   | 11'315                        | 2,79          |
| Kreis 12 Schwamendingen | Schwamendingen | Hirzenbach             | 11'930                        | 2,05          |

### Bezirk Bülach
| Wappen       | PLZ und Gemeindename | Einwohner (31. Dezember 2023) | Fläche in km² |
| ------------ | -------------------- | ----------------------------- | ------------- |
| Bachenbülach | 8184 Bachenbülach    | 4316                          | 4,25          |
| Bassersdorf  | 8303 Bassersdorf     | 12'186                        | 9,02          |
| Bülach       | 8180 Bülach          | 24'186                        | 16,09         |
| Dietlikon    | 8305 Dietlikon       | 8036                          | 4,26          |
| Glattfelden  | 8192 Glattfelden     | 5406                          | 12,35         |
| Hochfelden   | 8182 Hochfelden      | 1987                          | 6,16          |
| Höri         | 8181 Höri            | 3509                          | 4,85          |
| Kloten       | 8302 Kloten          | 21'272                        | 19,28         |
| Nürensdorf   | 8309 Nürensdorf      | 5788                          | 10,09         |
| Opfikon      | 8152 Opfikon         | 21'553                        | 5,61          |
| Wallisellen  | 8304 Wallisellen     | 17'625                        | 6,50          |
| Winkel       | 8185 Winkel          | 4929                          | 8,16          |

### Bezirk Dielsdorf
| Wappen      | PLZ und Gemeindename | Einwohner (31. Dezember 2023) | Fläche in km² |
| ----------- | -------------------- | ----------------------------- | ------------- |
| Dielsdorf   | 8157 Dielsdorf       | 6391                          | 5,86          |
| Neerach     | 8173 Neerach         | 3316                          | 6,01          |
| Niederglatt | 8172 Niederglatt     | 5341                          | 3,62          |
| Niederhasli | 8155 Niederhasli     | 9611                          | 11,24         |
| Oberglatt   | 8154 Oberglatt       | 7595                          | 8,29          |
| Rümlang     | 8153 Rümlang         | 8194                          | 12,39         |

## Geschichte
Historisch lagen kaum Siedlungen direkt an der Glatt, da der Fluss in seinem natürlichen Verlauf auf seiner ganzen Länge von Sumpf und Moorlandschaften charakterisiert war. Durch diesen Umstand hat die Glatt nur selten den Charakter eines Dorfbaches, sondern folgt öfter den Grenzen zwischen Gemeinden bzw. historischen Siedlungskernen. Eine Ausnahme ist Dübendorf, wo bereits im Frühmittelalter Ansiedlungen direkt an der Glatt bestanden. An ihrem Unterlauf wurde die Glatt bereits im Mittelalter wirtschaftlich genutzt, indem man sich das relativ starke Gefälle zum Betrieb von Wassermühlen zunutze machte. Im 19. Jahrhundert wurde der Fluss praktisch auf der ganzen Länge korrigiert, um Überschwemmungen zu vermeiden und die Moore kultivierbar zu machen.
Das Glatttal fiel bereits in der ersten Hälfte des 15. Jahrhunderts in den Herrschaftsbereich der Stadt Zürich, die Gerichtsbarkeit blieb aber bei regionalen Herrschaften, zuletzt grossmehrheitlich bei der Herrschaft Kyburg, bis zur Gründung des modernen Kantons Zürich in der Mediationsverfassung von 1803. Bereits im frühen 18. Jahrhundert entstand im Glatttal eine ausgedehnte Heimindustrie. Johann Conrad Fäsi schrieb 1765:

«Die Einwohner der Herrschaft [Greifensee] arbeiten seit 30. Jahren so stark in die Fabriken in der Stadt, dass in einigen Gegenden der Feld-Bau nicht wenig darunter leidet, ungeachtet die dasigen Felder einen der fruchtbarsten Theile des Cantons ausmachen.»

Die Glatt wurde bereits im Mittelalter wirtschaftlich genutzt, indem man sich das relativ starke Gefälle im Unterlauf zum Betrieb von Wassermühlen zu Nutze machte. Um 1800 war etwa die Hälfte der Bevölkerung in der Baumwollverarbeitung tätig. Während der Frühindustrialisierung wurden am Glattufer Textilfabriken gebaut, die ihre Maschinen mit Turbinen betrieben. Um 1900 wurden die Fabriken elektrifiziert, und mit neu gebauten Wasserkraftwerken wurde Strom produziert. 
Mit der einsetzenden Industrialisierung des 19. Jahrhunderts setzten sich die Industriellen besonders in Uster für den Bau einer Bahnlinie ein. Die Glatthalbahn wurde 1856 auf der Strecke Wallisellen–Uster eröffnet und noch in demselben Jahr mit der St. Gallisch-Appenzellischen Eisenbahn und der Südostbahn zu den Vereinigten Schweizerbahnen (VSB) vereinigt. Damit war die Finanzierung des Weiterbaus bis Wetzikon (1858), Rüti ZH (1858) und Rapperswil SG (1859) gesichert. Die Glatttalstrecke war von den VSB als Hauptverkehrsachse für die Verbindung Zürichs sowohl mit Österreich als auch mit der Gotthardbahn (seit 1871 in Planung) vorgesehen. Die VSB wurden 1902 verstaatlicht, und der Betrieb wurde von den SBB übernommen; der Ausbau der Bahnstrecke wurde zugunsten der linksufrigen Zürichseebahn aufgegeben. Erst 1980 wurde der Doppelspurausbau der Glatthalbahn in Angriff genommen (Inbetriebnahme auf der Strecke Wallisellen–Dübendorf am 31. Juli 1983).
Im frühen 20. Jahrhundert erhielt v. a. das mittlere Glatttal zunehmend den Charakter einer Agglomeration der Stadt Zürich. Seit der Eingemeindung von 1934 gelten Teile des Glatttals gar als eigentliches Stadtgebiet («Zürich Nord»).
Ab 1909 entwickelte sich mit dem Flugplatz Dübendorf-Wangen ein gemischter ziviler und militärischer Flugbetrieb. Der Flugplatz war ab 1919 Heimat der Swissair-Vorgängerin Ad Astra Aero und ab 1932 der Swissair. Aus militärstrategischen Überlegungen kündigte der Bund, als Alleineigentümer des Flugplatzareals, 1939 dem Kanton Zürich vorsorglich die gemeinsame Nutzung. Der Zürcher Regierungsrat gab im April 1943 eine Studie in Auftrag, die mögliche Standorte für den Bau eines kantonalen Grossflughafens prüfen sollte. Der Bericht empfahl den Bau eines getrennten Zivilflugplatzes im Moorgebiet des Waffenplatzes Kloten-Bülach. Die beiden Kammern des Bundesparlaments verabschiedeten den «Bundesbeschluss über den Ausbau der Zivilflugplätze» vom 22. Juni 1945, der die Bundesbeiträge für vier kontinentale Flugplätze festlegte und den Zusatzausbau von Zürich-Kloten zum interkontinentalen Flugplatz bestätigte. Nach fünfjährigem Betrieb als Provisorium wurde der Flughafen Zürich-Kloten in einer dreitägigen Einweihungsfeier vom 29. August bis zum 31. August 1953 der Bevölkerung vorgestellt.
Die zunehmende Urbanisierung der Region im späteren 20. Jahrhundert wird reflektiert durch die Eröffnung im Jahr 1975 des Glattzentrums auf dem Gebiet von Wallisellen, eines der ersten grossen Einkaufszentren nach US-amerikanischem Vorbild in der Schweiz. Bedeutend für die Wahl des Standortes war die damals erst geplante Autobahn N1. Der Bau der «Einkaufsstadt» begann 1971 und umfasste neben dem eigentlichen Einkaufszentrum eine grosszügige Parkhausanlage, die damals übliche Grosstankstelle und ein Bürohochhaus. Koordiniert mit der Standortgemeinde, der Stadt Zürich, dem Kanton Zürich und dem Bund, welcher ebenfalls 1971 mit dem Bau der N1 Zürich–Winterthur begann, wurden die Strassenzufahrten erstellt, an welche die Bauherrschaft namhafte Beiträge leistete. So umfasst die zentrumsseitige Autobahn-Fahrspur (Richtung Zürich) innerhalb des Autobahnanschlusses Wallisellen eine direkte Ausfahrt zum respektive eine Einfahrt vom Einkaufszentrum.

## Siedlungsentwicklung und Bauprojekte
Das Glatttal ist heute dicht besiedelt. Die Glatttalgemeinden erfuhren seit dem späteren 20. Jahrhundert als «Flughafengemeinden» und verstärkt seit 1990 mit dem Betrieb der S-Bahn Zürich und der damit entstandenen Attraktivität für Pendler eine starke Zersiedelung. Exemplarisch dafür ist die demographische Entwicklung der Gemeinde Bassersdorf: Die Wohnbevölkerung betrug hier 1950 noch 2'143 Personen; sie verdoppelte sich innerhalb von 20 Jahren (1970: 5'590 Einwohner) und ein weiteres Mal in den folgenden 40 Jahren (2010: 11'052 Einwohner); während der Jahre 2001 bis 2010 erfuhr Bassersdorf ein Bevölkerungswachstum von 47 % (kantonaler Durchschnitt: 12,7 %; landesweiter Durchschnitt: 8,0 %).
Die acht Gemeinden Rümlang, Kloten, Opfikon, Wallisellen, Dietlikon, Bassersdorf, Wangen-Brüttisellen und Dübendorf betreiben seit 2002 unter dem Motto glow. das Glattal eine gemeinsame Standortförderung.
Der Verein glow. das glattal treibt in Zusammenarbeit mit dem regionalen Planungsverband «Zürcher Planungsgruppe Glattal» (ZPG) die Bautätigkeit weiter voran mit dem Ziel einer zusammenhängenden urbanen «Glattalstadt». Hervorgehoben werden die guten Standortfaktoren (Nähe zum Flughafen und zur Stadt Zürich, vorhandene Infrastruktur) und die Vorteile von «verdichtetem Bauen», als negativer Standortfaktor gilt die hohe Fluglärmbelastung. Dazu kommt, dass mit der Annahme der kantonalen Kulturlandinitiative 2012 langfristige Bauprojekte und die Verdichtung zu einer «Glattalstadt» in Frage gestellt wurden.
Beispiele für grössere Bauprojekte im Glatttal sind:
- In Zürich Oerlikon und Zürich Seebach entsteht das urbane Wohnquartier Neu-Oerlikon, in Zürich Affoltern wird ebenfalls viel neuer Wohnraum geschaffen.
- Zwischen 2010 und 2014 wurde in Wallisellen ein neues Quartier geschaffen, «Richti» genannt. Die Blockrandüberbauung entstand auf 72'000 m2 und bietet Wohnungen für 1'200 sowie Arbeitsplätze für über 3'000 Personen.
- In Opfikon entstand mit dem Glattpark von 2001 bis 2020 ein neues Quartier, das Raum für 7'000 Einwohner sowie etwa gleich viele Arbeitsplätze bietet.
- Am Flughafen Zürich entstand bis 2020 mit «The Circle» ein Dienstleistungszentrum mit 5'000 Arbeitsplätzen und 200'000 m2 Nutzfläche.[15]

## Sport
Das mittlere Glatttal, namentlich Kloten, Glattbrugg und Wallisellen, hat laut Fachleuten die grösste Bäderdichte in Europa. In einer Entfernung von nur 1,5 bis 2 km befinden sich gleich drei Frei- und Hallenbäder.

## Verkehr
Das Glatttal ist verkehrstechnisch gut erschlossen. Der Flughafen Zürich liegt in Kloten, der Bahnhof Zürich Oerlikon ist einer der 15 meistfrequentierten Bahnhöfe der Schweiz. Die Linie S5 der S-Bahn Zürich folgt im Wesentlichen dem Glatttal (zwischen Dübendorf und Oerlikon mit einem Umweg über das Stadtzentrum via den Zürichbergtunnel), allerdings ohne Halt in Dübendorf, Schwerzenbach und Nänikon-Greifensee, die von der Linie S9 bedient werden. Quer zum Glatttal verlaufen die Linien S7, S12 und S16 (Verbindungen zwischen Zürich und Winterthur). Ausserdem wird das Glatttal durchquert von der A1, die zwischen Brüttisellen und Opfikon ungefähr dem Verlauf der (begradigten) Glatt folgt. Ab Opfikon folgen die A51 («Flughafenautobahn») und die A50 («Umfahrung Glattfelden») dem Glatttal, ab Brüttisellen führt die A15 («Oberlandautobahn») nach Uster.
Die Verkehrsbetriebe Glattal (VBG) betreiben im Auftrag des Zürcher Verkehrsverbunds (ZVV) als sogenanntes marktverantwortliches Unternehmen (MVU) den öffentlichen Nahverkehr in den Regionen Glatttal und Furttal. Als reines MVU sind die VBG seit 1993 ausschliesslich für die Planung und Umsetzung des Verkehrsangebots zuständig, sämtliche Fahrleistungen werden von Transportbeauftragten erbracht, die Fahrpersonal und Fahrzeuge stellen.
Zur besseren Vernetzung der Glatttalgemeinden wurde im Jahr 2010 die Glattalbahn eröffnet (nicht zu verwechseln mit der historischen Glatthalbahn). Sie verbindet die Zürcher Stadtkreise 11 und 12 sowie die Gemeinden Opfikon/Glattbrugg, Rümlang, Wallisellen, Dübendorf, Kloten und soll in weiteren Schritten auch Bassersdorf, Dietlikon, Wangen und das Stadtzentrum von Dübendorf besser an das Netz des öffentlichen Verkehrs der Stadt Zürich anbinden. Die Infrastruktur der Glattalbahn gehört den Verkehrsbetrieben Glattal (VBG), den Betrieb darauf wickeln die Verkehrsbetriebe Zürich (VBZ) als Teil ihres Trambetriebs ab. Unter anderem wurde die Tramlinie 10 verlängert, so dass der Zürcher Hauptbahnhof seit Dezember 2008 direkt via Tram mit dem Flughafen Zürich verbunden ist. Seit Dezember 2010 verbindet die Tramlinie 12 auch den Bahnhof Stettbach mit dem Flughafen Zürich.
Das Verkehrsnetz der VBG setzte sich 2015 aus 48 Buslinien, die rund 24 Mio. Fahrgäste transportierten, und zwei Bahnlinien mit 7,5 Mio. Fahrgästen zusammen.
Um den Fahrradverkehr zu fördern, wurden 2019 die ersten Publibike-Stationen in Betrieb genommen.